# Coilodesme
Genre
Coilodesme est un genre d'algues brunes de la famille des Chordariaceae (ordre des Ectocarpales) selon AlgaeBase (31 oct. 2012), Catalogue of Life (31 oct. 2012), NCBI (31 oct. 2012) et World Register of Marine Species (31 oct. 2012) ou bien de la famille des Laminariaceae (ordre des Laminariales) selon ITIS (31 oct. 2012). 

## Liste d'espèces
Selon AlgaeBase (31 oct. 2012), Catalogue of Life (31 oct. 2012), ITIS (31 oct. 2012) et World Register of Marine Species (31 oct. 2012) :
- Coilodesme bulligera Strömfelt, 1886 (espèce type)
- Coilodesme californica (Ruprecht) Kjellman, 1889{
- Coilodesme corrugata Setchell & N.L.Gardner, 1924
- Coilodesme cystoseirae (Ruprecht) Setchell & N.L.Gardner, 1903
- Coilodesme fucicola (Yendo) Nagai, 1940
- Coilodesme japonica Yamada, 1938
- Coilodesme plana Hollenberg & I.A.Abbott, 1965
- Coilodesme polygnampta Setchell & N.L.Gardner, 1924
- Coilodesme rigida Setchell & N.L.Gardner, 1924

Selon NCBI (31 oct. 2012) :
- Coilodesme japonica